# Юрибей (деревня)
Юрибе́й — деревня в Ямало-Ненецком автономном округе России.

## География
Бывший посёлок расположен на берегу одной из проток реки Юрибей, в 17 км от её впадения в Гыданскую губу (залив Карского моря).
С 2014 года входит в пограничную зону РФ, которая в пределах ЯНАО установлена в полосе местности шириной 10 км от морского побережья.
Расстояние до районного центра: Тазовский 401 км.
Расстояние до окружного центра: Салехард 623 км.
Ближайшие населённые пункты: Хальмер-Вонга 44 км, Гыда 57 км.

## Население
| 1989 | 2002 | 2010 | 2021 |
| ---- | ---- | ---- | ---- |
| 759  | ↘176 | ↘0   | ↗64  |

## История
С 2004 до 2020 гг. деревня относилась к межселенной территории Тазовского района. В 2020 году межселенная территория была упразднена в связи с преобразованием муниципального района в муниципальный округ.

## Экономика
Фактория.
Оленеводство, предприятие «Ямальские олени»
Рыболоводство

## Инфраструктура
кочевой детский сад «Северяночка» имеет в Юрибее детский игровой комплекс «Лисий домик».

## Культура
Проводится праздник День рыбака